# Muntanyes de les Pitiüses

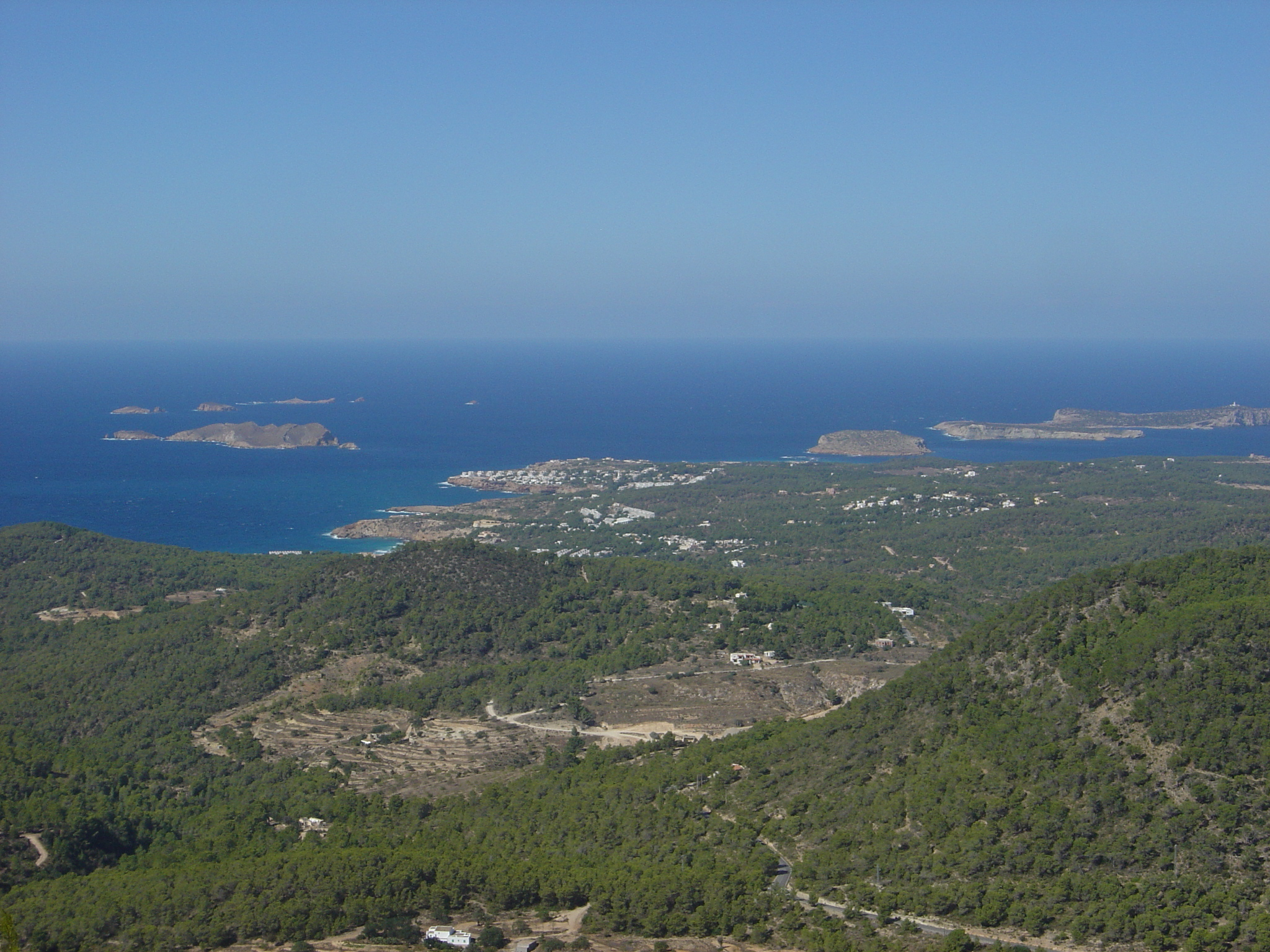
Talaia de Sant Josep

A les Pitiüses les muntanyes reben dos noms: talaia i puig (o pujol). Aquests noms s'atorguen a turons des d'on s’aconsegueix una bona vista. Per diferenciar cada talaia s'hi afegeix el nom del territori on és ubicada. També hi ha topònims que agafen el nom de talaia, com Sant Josep de sa Talaia. Les talaies d'un indret a Eivissa de vegades van acompanyades de cims menys elevats i són aquests els que reben el nom de puig.

## Talaies més importants[2]
- Talaia de Cala Llonga (156 m d'altitud).
- Talaia de Jesús (173 m d'altitud), situada a la vénda de sa Marina. Queden vestigis púnics al cim del turó.[3]
- Talaia de sa Cala (o de Sant Vicent) (303 m d'altitud).
  - Hi ha una elevació situada al nord-est de sa talaia de sa Cala, coneguda també com a sa Talaia, que assoleix els 212 metres d'altitud.
- Talaia de Sant Antoni (137 m d'altitud). Al cim hi ha una capella dedicada a la Mare de Déu del Roser.[4]
- Talaia de Sant Carles (231 m d'altitud).
  - Cims secundaris: puig des Molí (187 m) i puig des Cap Gros (177 m).
- Talaia de Sant Joan (361 m d'altitud).
- Talaia de Sant Josep (475 m d'altitud),[5] màxima elevació d'Eivissa.
  - Pel coll des Vent connecta amb el puig d'en Cardona.
  - Pel coll d'en Guerxo (354 m) s'arriba al puig d'Enmig (388 m).
  - Pel coll Forn Figuera (302 m) connecta amb la serra de ses Roques Altes (392 m).
- Talaia de Sant Llorenç (278 m d'altitud).
  - Cims secundaris: el puig des Pi Alt (258 m) i el puig d'en Coll (242 m).
- Ses Talaies (167 m) dins de la zona del poble de Sant Rafel de sa Creu, a la vénda de sa Bassa Roja.[6]

## Elevacions aFormentera
- El Puig Guillem, situat al nord del Cap de Barbaria.[7] Assoleix els 107 metres d'altitud.[8]
- El Pujol Alt és un turonet situat a la zona de Cala Saona.[9]
- La Mola Té una extensió de 17,5 km²[10] i 202 d'altitud.[11]
  - Talaia de Formentera, situada al vessant meridional de l'altiplà de la Mola.[2]

## Altres elevacions d'Eivissa amb nom de puig, pujol i serra
A Eivissa (municipi):
- Es puig des Molins (50 m). Actualment hi ha una barriada de la ciutat d'Eivissa.[12]

A Sant Antoni de Portmany:
- Puig d'en Jaume (226 m) a la vénda del mateix nom del poble de Santa Agnès de Corona.[13]
- Puig Nunó (258 m), situat al nord de l'illa d'Eivissa. Pertany a la zona muntanyenca anomenada es Amunts. El nom del puig ve de Nunó Sanç que va rebre el quartó de Portmany l'any 1235.[14]
- Serra des Puig. Situada a nord-est de Sant Mateu d'Albarca, assoleix els 241 metres sobre el nivell de la mar.[15]
- Dins la zona de Sant Rafel:
  - Puig Blanc (63 m).[16]
  - Puig des Llobets, situat a gregal del poble arriba a 121 metres d'altitud.[17]
  - Serra Llarga (Sant Rafel de sa Creu) (254 m), situada a la vénda de sa Creu.[18]

A Sant Joan de Labritja:
- Es Pujolet (30 m).
- Es Pujolots (195 m) a Sant Miquel de Balansat.[19]
- Puig Pelat (245 m), és a la vénda de Rubió.[20]
- Sa Serra. Conjunt elevat que assoleix els 176 metres, situat a la vénda des Rubió, a mestral de Sant Miquel de Balansat.[21]

A Sant Josep de sa Talaia.
- Puig Negre (362 m), situat a Es Cubells, al nord-oest de la vénda de la Flota.[22]
- Puig Redó (100 m), situat a Sant Agustí des Vedrà, a la vénda de Deçà Torrent.
- Puig Redó (Es Cubells) (166 m). Dalt del turó s'hi troben les restes d'una fortificació prehistòrica.
- Puig Redó (Sant Francesc de s'Estany) (56 m), situat al nord de la cala Recuita.[23]
- Es Pujolet (123 m), situat entre el puig de ses Rotes i el puig de Mar.[24]
- A la serra Grossa:
  - Puig Gros. (419 m), situat al sud de l'illa. És un dels cims més elevats d'Eivissa.[25]
  - Es Peix (400 m).[26]
- Puig Pelat (Sant Josep de sa Talaia) (165 m), situat entre la cala Vedella i la cala Carbó.[20]
- Pujolet Pla (160 m). És a ponent de la serra de sa Guarda, a la vénda de Dellà Torrent.[27]
- Pujolet de sa Casa de sa Guarda (56 m), situat a la costa, a la zona de cala Vedella.[28]
- Pujolet de ses Abelles (148 m), ubicat entre els dos camins de la vénda de Benimussa.[29]
- Serra d'Allà Darrere (276 m).[30]

A Santa Eulària des Riu:
- Dins de la vénda de cala Llonga:
  - Puig Marina (204 m), situat al nord de Cala Llonga.[31]
  - Puig d'en Jai (231 m).[32]
  - Puig d'en Llàtzer (154 m), situat al nord del Puig de sa Creu, al poble de Jesús.[33]
  - Puig d'en Purredó (172 m).[34]
- Dins de la zona de Puig d'en Valls:
  - Puig de na Ribes (72 m). Actualment hi ha el barri Cor de Jesús.
  - Puig de cas Corb (56 m).
  - Puig Negre (Puig d'en Valls) (162 m).[35]
- Dins de la zona de Sant Carles de Peralta:
  - Puig de s'Argentera (137 m). Al cim s'hi troba una fita divisòria entre la cavalleria de Peralta i el delmari reial.[36]
- Dins de la zona de Santa Gertrudis de Fruitera:
  - Puig d'en Lledó (256 m), situat a la vénda des Savions.[37]